# Zoophthorus palpator
Zoophthorus palpator är en stekelart som först beskrevs av Cornelius Herman Muller 1776.  Zoophthorus palpator ingår i släktet Zoophthorus och familjen brokparasitsteklar. Arten är reproducerande i Sverige. Inga underarter finns listade i Catalogue of Life.